# سینماگران عصر ما
سینماگران عصر ما (به فرانسوی: Cinéastes de notre temps) یک مجموعه مستند ۵۳ قسمتی به تهیه‌کنندگی ژنین بازن و آندره لابارت، محصول شبکهٔ اُ. اِر. تِ. اف است. هر قسمت از مجموعه به یک فیلمساز یا موضوعی مرتبط به سینما اختصاص دارد. نخستین قسمت سینماگران عصر ما در سال ۱۹۶۴ پخش و در ۱۹۷۱ ساخت آن متوقف شد. در ۱۹۸۸ ساخت مجموعه با عنوان «سینما، در عصر ما» توسط آرته از سر گرفته شد. با مرگ ژنین بازن در سال ۲۰۰۳، مجموعه از سال ۲۰۰۶ در شبکهٔ سینه‌سینما ادامه یافت. 